# Zéphirine Drouhin
Pour les articles homonymes, voir Drouhin.
 Zéphirine Drouhin  est un rosier de type Bourbon qui a été créé en 1868 par le rosiériste français Bizot. Le type aurait été nommé d'après le nom de l'épouse d'un amateur de roses de Semur-en-Auxois (Côte-d'Or). Ce rosier est aussi connu sous d'autres noms : 'Belle Dijonaise', 'Mme Charles Bonnet' (Suisse), 'Mme Gustave Bonnet' (Angleterre), 'Ingegnoli Predilatta' (Italie). 
L'origine de ce rosier est inconnue, peut-être le croisement d'un rosier Boursault et d'un rosier remontant. 

## Description

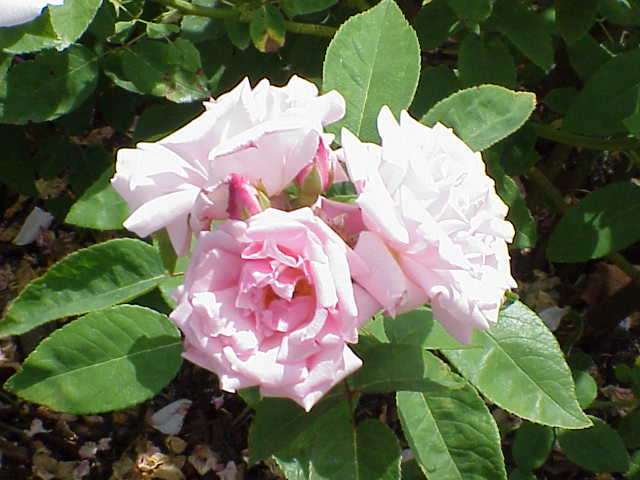
'Kathleen Harrop', Dickson, 1919.

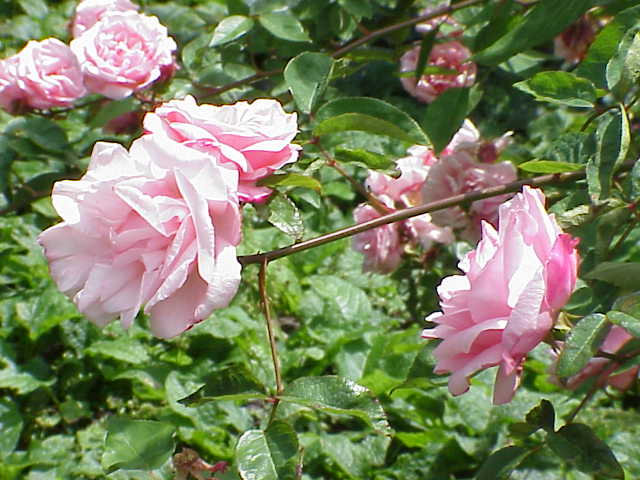
'Martha', Zeiner, 1911.

'Zéphirine Drouhin' a une floraison abondante, qui s'étale durablement de juin à l'automne, produisant de nombreuses fleurs odorantes, doubles, rose-lilas ou rose vif, de 9 cm de diamètre environ.
Ce rosier, relativement résistant au froid et assez vigoureux, est du type sarmenteux et peut atteindre trois mètres de haut, mais il peut aussi être conduit sous la forme d'un buisson. Il est sensible aux maladies cryptogamiques, notamment la maladie des taches noires.
Il présente la particularité d'avoir des tiges totalement inermes et lisses. La reproduction se fait facilement par bouturage des tiges.
Deux mutations spontanées (« sports ») de 'Zéphirine Drouhin' ont été remarquées et sélectionnées. Il s'agit de 'Kathleen Harrop' (Dickson, 1919) et de 'Martha' (Zeiner, 1911).

## Écologie
Rosier résistant au gel et supportant bien la mi-ombre, il est sensible à l'oïdium et au marsonia, surtout en cas de pluie et lorsqu'il est palissé contre un mur.